# خوين الكبير
خوين الكبير قرية سورية تتبع ناحية التمانعة في منطقة معرة النعمان في محافظة إدلب. بلغ عدد سكانها 2094 نسمة في عام 2004 حسب إحصاء المكتب المركزي للإحصاء.